# Warholka
Warholka (v anglickém originále Factory Girl) je životopisný film natočený podle života herečky Edie Sedgwick. V USA měl film premiéru v prosinci 2006, v Česku až v červenci 2007. Jeho režisérem byl George Hickenlooper a hlavní roli si zde zahrála Sienna Miller.

## Obsazení
- Sienna Miller jako Edie Sedgwick
- Guy Pearce jako Andy Warhol
- Hayden Christensen jako Billy Quinn (hudebník, postava založena na Bobu Dylanovi)
- Jimmy Fallon jako Chuck Wein
- Jack Huston jako Gerard Malanga
- Tara Summers jako Brigid Polk
- Mena Suvari jako Richie Berlin
- Shawn Hatosy jako Syd Pepperman
- Beth Grant jako Julia Warhola
- James Naughton jako Fuzzy Sedgwick
- Edward Herrmann jako James Townsend
- Illeana Douglas jako Diana Vreeland
- Mary Elizabeth Winstead jako Ingrid Superstar
- Don Novello jako Mort Silvers
- Johnny Whitworth jako Silver George
- Brian Bell jako Lou Reed
- Patrick Wilson jako John Cale
- Samantha Maloney jako Maureen Tucker
- Meredith Ostrom jako Nico
- Mary-Kate Olsen jako Molly Spence
- Michael Post jako řidič Taxi